# Jacques Deprat
Jacques Deprat est un géologue et écrivain français né à Fontenay-aux-Roses le 31 juillet 1880 et mort le 7 mars 1935 à Lescun. Accusé de forfaiture en 1917 et exclu de la communauté scientifique, il est le seul exemple connu de radiation puis de réhabilitation (posthume) dans l'histoire de la géologie française.

## Biographie
Membre de la Société géologique de France en 1899, dès l'âge de 19 ans, il fait des études secondaires en géologie à Besançon, puis à Paris où il s'inscrit à la Sorbonne pour préparer une thèse sur la géologie de l'île d'Eubée sous la direction du géologue Alfred Lacroix, au Muséum national d'histoire naturelle. Il obtient son doctorat en 1904. Le géologue Pierre Termier lui propose le poste de Chef du Service Géologique de l'Indochine (SGI), basé à Hanoï où il s'installe en famille en 1909. Il collabore avec l'Ingénieur du Corps des Mines Honoré Lantenois et profite de ses nombreuses missions dans le Tonkin, le Yunnan et le Laos pour constituer une œuvre scientifique remarquée.

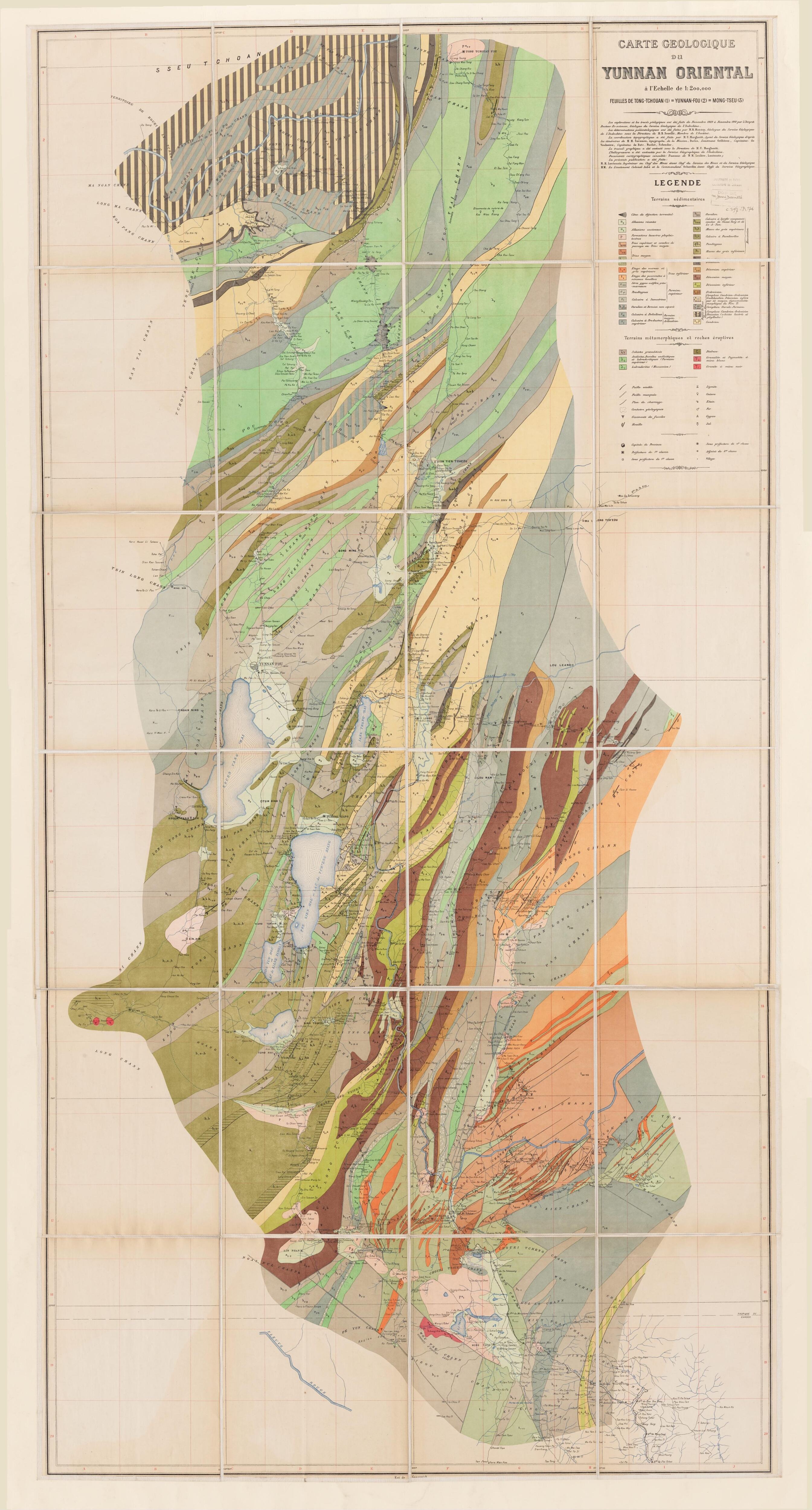
Carte géologique du Yunnan oriental, publiée dans les Mémoires du Service géologique de l’Indochine, volume 1, fascicule 1, 1912, par Jacques Deprat

À l'été 1913, il est nommé vice-président pour l'Indochine du Congrès mondial de la géologie organisé à Toronto. Les comptes rendus de ses synthèses géologiques qui parviennent à l'Académie des sciences lui valent rapidement les honneurs. Il reçoit un prix de la Société géologique de France (SGF) en 1914 et le prix Tchihatchef de l'Académie des Sciences qu'il partage avec le paléontologue du SGI, Henri Mansuy. En 1917, il est soupçonné de fraude par son supérieur hiérarchique Honoré Lantenois et son collègue Henri Mansuy qui lui reprochent d'avoir introduit des fossiles apocryphes (des trilobites européens en l'occurrence) et d'en avoir fait un usage "considérable" dans ses publications scientifiques. Il refuse de se soumettre à une procédure de vérification, et tombe sous le coup d'une procédure administrative le 7 octobre 1917. Il est  suspendu de ses fonctions par le Gouverneur Général d'Indochine pour refus d'obéissance. Une enquête administrative est menée durant l'année 1918 au cours de laquelle il dénonce un complot et au terme de laquelle le rapporteur (Habert) recommande le recours à un comité de savants parisiens. La décision est acceptée par les parties.
Un ensemble d'auditions sont menées en mai 1919 à l'issue desquelles le Comité de Savants présidé par Emmanuel de Margerie conclut à l'unanimité à sa culpabilité. Le 26 octobre 1919, l'affaire rebondit en tombant dans le cadre de la loi d'amnistie. Jacques Deprat et Honoré Lantenois s'obstinent dans une lutte interpersonnelle. Le 4 novembre 1919, il est exclu de la Société géologique de France au motif d'indignité, ce qui met un terme à sa carrière scientifique.
Début 1919, il quitte l'Indochine et rentre en France où il se fixe avec sa famille à Moulins. Réduit au chômage, il entreprend au cours des années 1920 une nouvelle carrière d'écrivain sous le pseudonyme d'Herbert Wild. Il publie en 1926 un roman auto-biographique à clefs (Les Chiens aboient) où il transpose son drame de géologue. Il poursuit ensuite une carrière littéraire à succès, durant laquelle il publiera près de 20 romans, principalement chez Albin Michel. Il remporta notamment le Grand Prix des Français d'Asie avec son roman La Paroi de Glace (1927), face à La Voie Royale d'André Malraux.
Adepte de ski, alpiniste chevronné, il trouve la mort lors de l'ascension du pic de Pétragème dans le massif d'Ansabère à Lescun (Pyrénées) le 7 mars 1935, dans des circonstances curieusement proches de celles qu'il décrit dans l'un de ses romans. 

## Réhabilitation posthume
Au terme d'un long cheminement, « l'affaire Deprat » fait l'objet d'un mémoire écrit par l'ancien Président de la SGF, Michel Durand-Delga. À la lumière des avancées géologiques et tectoniques du XXe siècle, la suspicion de fraude perd de plus en plus de sa consistance. Le 10 juin 1991, la Société Géologique de France décide de réintégrer officiellement Jacques Deprat comme membre de la SGF à titre posthume.
En 1999, l'écrivain anglais Roger Osborne fait de The Deprat Affair un roman à succès.

## Œuvres
Œuvres originales
Publications scientifiques
- Étude géologique du Yun-Nan oriental ; I : Géologie générale, « Mémoires du Service géologique de l'Indochine », Hanoï, vol. I, fasc. 1, 1912
- Étude géologique du Yunnan oriental ; III : Étude des Fusulinidés de Chine et d'Indochine et classification des calcaires à Fusulines, « Mémoires du Service géologique de l'Indochine », Hanoï, vol. I, fasc. 3, 1912
- Sur la découverte de l'Ordovicien à Trinucleus et du Dinantien dans le Nord—Annam et sur la géologie générale de cette région, « C.R. Acad. Sci. », Paris, t. CLIV, 28 mai 1912
- Les fusulines des calcaires carbonifériens et permiens du Tonkin, du Laos et du Nord-Annam (Deuxième mémoire), « Mémoires du Service géologique de l'Indochine », Hanoï, vol. II, fasc. 1, 1913
- Étude comparative des fusulinidés d’Akasaka (Japon) et des fusulinidés de Chine et d’Indochine (Troisième mémoire), « Mémoires du Service géologique de l'Indochine », Hanoï, vol. III, fasc. 1, 1914
- Étude des plissements et des zones d'écrasement de la moyenne et basse Rivière-Noire, « Mémoires du Service géologique de l'Indochine », Hanoï, vol. III, fasc. 4, 1914
- Notes sur les terrains primaires dans le Nord-Annam et dans le bassin de la Rivière-Noire, « Mémoires du Service géologique de l'Indochine », Hanoï, vol. II, fasc. 2, 1914
- Les Fusulinidés des calcaires carbonifériens et permiens du Tonkin, du Laos et du Nord-Annam (Quatrième mémoire), « Mémoires du Service géologique de l'Indochine », Hanoï, vol. IV, fasc. 1, 1915
- Le Trias et le Lias sur les feuilles de Son-Tay et de Phu-Nho-Quan, « Bulletin du Service géologique de l'Indochine », Hanoï, vol. II, fasc. 2, 1915
- Études géologiques sur la région septentrionale du Haut-Tonkin : feuilles de Pa-Kha E., Ha-Giang, Ma-Li-Po, Yèn-Minh, « Mémoires du Service géologique de l'Indochine », Hanoï, vol. IV, fasc. 4, 1915
- Le Trias et le Lias sur les feuilles de Son-Tay et de Phu-Nho-Quan, « Bulletin du Service géologique de l'Indochine », Hanoï, vol. II, fasc. 2, 1915
- Les terrains paléozoïques dans le Haut—Tonkin et le Yunnan, « Mémoires du Service géologique de l'Indochine », Hanoï, vol. V, fasc. 3, 1916 (inédit)
- L’Ordovicien et le Gothlandien dans le Nord du Tonkin et le bassin du haut Iou-Kiang (Chine méridionale), « C.R. Acad. Sci. », Paris, t. CLXIV, 15 janvier 1917

Romans et récits
- Le Conquérant, Éditions du Chevalier, 1924
- Dans les replis du dragon, nouvelles d'Asie, A. Michel, 1926
- Les Chiens aboient, A. Michel, 1926
- Le Colosse endormi, A. Michel, 1927
- Histoire de partout, in Les Amitiés, 1927
- L'acquittement de Lao-Toung-Po, in La Revue de Paris, 1928
- Les Corsaires, A. Michel, 1928
- Le Retour interdit, A. Michel, 1929
- L'Autre race, A. Michel, 1930
- Le Regard d'Apollon, A. Michel, 1930
- L'Ambassade oubliée, A. Michel, 1931
- Le Dernier avatar de Sambor Rutland, A. Michel, 1932
- Le Capitaine du Faï-tsi-long, A. Michel, 1935
- Les Skis invisibles, in La Revue Hebdomadaire, 1935
- Monsieur Joseph, A. Michel, 1936 (Préface de Claude Farrère)
- La Paroi de glace, Éditions de France, 1936
- La Prise de Brisach
- Le Chasseral
- En marge du Pacifique

Rééditions
- Le Conquérant, A. Michel, 1925 (Présenté par Claude Farrère)
- La Paroi de glace, Éditions de France, coll. « Le Livre d'aujourd'hui », 1937
- Dans les replis du dragon, Kailash, coll. « Les exotiques », 1997 (Postface de Alain Quella-Villéger)   (ISBN 2-84268-013-8)
- L'Autre race, Kailash, coll. « Les exotiques », 2000 (Préface de Alain Quella-Villéger ; postface de Henri Copin)  (ISBN 2-84268-047-2)
- Le Conquérant, in Indochine. Un rêve d’Asie, Omnibus, 2000  (ISBN 2-258039-20-7)
- Les chiens aboient... (Préface et commentaires de Michel Durand-Delga ; édition électronique préparée par Jean-Marie Ollivier et Bruno Granier), Carnets de Géologie paleopolis.rediris.es, Brest, 2009  (ISBN 978-2-916733-05-0) : texte en accès libre et gratuit en ligne sous http://paleopolis.rediris.es/cg/CG2009_ROMAN/

## Sources
Monographies
- Bernard Hue, Littératures de la péninsule indochinoise, Karthala, 1999  (ISBN 978-2-86-537968-2)
- Indochine. Un rêve d’Asie, Omnibus, 2000  (ISBN 2-258039-20-7)

Articles de périodiques
- Yvonne Rebeyrol, Jacques Deprat, l'homme démoli, in Le Monde, 7 août 1991
- M. Millet, L'Affaire Deprat, in Geochronique, 1991, no 40, p. 19
- Michel Durand-Delga, L'Affaire Deprat (pour la réhabilitation d'un géologue proscrit), in Livre Eugène Wegmann, Mémoire hors-série de la Société Géologique de France, 1995
- Jean Béhue Guetteville, Pour la Patrie, les Sciences...et la Fraude ! L'affaire Deprat dans le tourbillon des changements de gouvernance, in Gérer et Comprendre, Annales des Mines, no 89, septembre 2007, www.annales.org
- Michel Durand Delga, L'affaire des Trilobites: retour sur l'affaire Deprat, in Geochronique, 2007, no 101 Texte en ligne
- Michel Durand Delga, L'affaire des Trilobites : thème de "Les Chiens aboient... " in Carnets de Géologie paleopolis.rediris.es, Brest, 2009, Préface de CG2009_ROMAN Texte en ligne